# Rodolphe Lindt

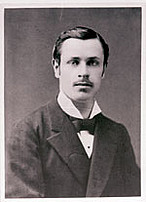
Rodolphe Lindt, năm 1880

Rodolphe Lindt, tên thật Rudolf Lindt (16 tháng 7 năm 1855 – 20 tháng 2 năm 1909), là một nhà sáng tạo và sản xuất sô cô la người Thụy Sĩ. Ông thành lập nhà máy sô cô la Lindt và phát minh ra máy trộn socola và các quá trình khác để nâng cao chất lượng sô cô la.

## Cuộc đời
Lindt sinh ở Berne, là con của dược sĩ kiêm chính trị gia Johann Rudolf Lindt và người vợ Armalia Eugenia Salchli. Từ năm 1873 đến năm 1875, ông học việc ở công ty sô cô la Amédée Kohler & fils tại Lausanne. Năm 1879, ông thành lập nhà máy sản xuất sô cô la của riêng mình tại Mattequartier thuộc vùng Aare ở Bern.
Vào tháng 12 năm 1879, ông thành công trong việc cải thiện chất lượng vừa phải của sô cô la thời đó bằng cách phát triển máy trộn, một thiết bị khuấy theo chiều dọc mang lại độ đặc mịn hơn và để các mùi không mong muốn bay hơi. Ông là một trong những nhà sản xuất sô cô la đầu tiên thêm bơ ca cao vào sô cô la thành phẩm. Hai cải tiến này đã đóng góp nhiều vào nâng cao chất lượng của sô cô la Thụy Sĩ.
Năm 1899, Lindt bán nhà máy và bí mật quy trình trộn sô cô la của mình cho Chocolat Sprüngli AG. Từ đó công ty này đã đổi tên thành Chocoladefabriken Lindt & Sprüngli AG. Sprüngli trả 1,5 triệu franc vàng cho quyền sở hữu thương hiệu và các công thức.